# The Evil That Men Do
„The Evil That Men Do“ е седемнадестия сингъл на британската хевиметъл група Айрън Мейдън и втори от „Seventh Son of a Seventh Son“. Заглавието е взето от речта на Марк Антоний пред римските тълпи след убийството на Юлий Цезар (трето действие, сцена втора, „Форумът“) от пиесата „Юлий Цезар“ на Уилям Шекспир. Освен заглавието обаче няма никаква връзка между текста и пиесата.
Песента е изпълнена от Крис Джерико (фронтмен на Fozzy), Пол Гилбърт и Боб Кулик (китари), Майк Инез (бас) и Брент Фриц (барабани) в „Numbers From The Beast“.
Друг известен кавър е този на групата After Forever от албума „Exordium“.

## Състав
- Брус Дикинсън – вокали
- Дейв Мъри – китара
- Ейдриън Смит – китара, беквокали
- Стив Харис – бас, беквокали
- Нико Макбрейн – барабани

|  | Тази страница частично или изцяло представлява превод на страницата The Evil That Men Do (song) в Уикипедия на английски. Оригиналният текст, както и този превод, са защитени от Лиценза „Криейтив Комънс – Признание – Споделяне на споделеното“, а за съдържание, създадено преди юни 2009 година – от Лиценза за свободна документация на ГНУ. Прегледайте историята на редакциите на оригиналната страница, както и на преводната страница, за да видите списъка на съавторите. ВАЖНО: Този шаблон се отнася единствено до авторските права върху съдържанието на статията. Добавянето му не отменя изискването да се посочват конкретни източници на твърденията, които да бъдат благонадеждни. |